# Primera B 2023 (Colombia)
La Temporada 2023 de la Primera B (conocida como Torneo BetPlay Dimayor 2023 por motivos de patrocinio), fue la trigésimo cuarta (34.a) edición del torneo de la segunda división del fútbol profesional colombiano.
La temporada inició el 2 de febrero y culminó el 28 de noviembre de 2023. Patriotas fue el campeón, venciendo a Fortaleza CEIF en la gran final para obtener su primer título en la categoría y el ascenso a primera división para el año 2024. Como subcampeón y líder de la reclasificación de la temporada, Fortaleza CEIF también ascendió al final de la temporada.

## Sistema de juego
Según lo acordado en la asamblea de la División Mayor del Fútbol Colombiano del 14 de diciembre de 2022, se mantuvo el sistema de juego usado en la temporada anterior, con dos torneos en el año (Apertura y Finalización), cada uno de ellos dividido en tres fases: una fase de todos contra todos de 16 fechas (con una jornada de clásicos), una fase de cuadrangulares semifinales que definirán los dos mejores equipos de cada torneo y la final donde jugaron dos partidos para obtener el título de cada torneo.
Los dos ganadores de cada torneo jugaron la gran final del año en partidos de ida y vuelta que decidieron al primer ascendido a la Categoría Primera A para 2024. El perdedor de ese duelo se enfrentaría al mejor de la reclasificación del año de la Primera B (que no fuera el campeón) en partidos de ida y vuelta que definirían al segundo ascendido a la primera división en 2024.
En caso de que un club ganara los 2 torneos, ascendería de manera directa a la Primera A en 2024 y el segundo ascenso lo disputarían los siguientes dos clubes que estén mejor ubicados en la reclasificación, en una serie de repechaje con partidos de ida y vuelta, mientras que si el perdedor de la gran final era también el mejor equipo en la reclasificación del año, este equipo también ascendería y no se jugaría el repechaje por el segundo ascenso.
|                                  |                                  | Formato | Clasificación del campeón |
| -------------------------------- | -------------------------------- | --- | ------------------------- |
| Torneo Apertura (16 equipos)     | Torneo Apertura (16 equipos)     | - Sistema de liga donde se juegan los 16 partidos de ida (los partidos de vuelta se juegan en el Torneo Finalización) - Los 8 equipos mejor posicionados avanzan a los cuadrangulares semifinales | - Gran Final              |
| Torneo Finalización (16 equipos) | Torneo Finalización (16 equipos) | - Sistema de liga donde se juegan los 16 partidos de vuelta (los partidos de ida se juegan en el Torneo Apertura) - Los 8 equipos mejor posicionados avanzan a los cuadrangulares semifinales     | - Gran Final              |
| Gran Final (2 equipos)           | Gran Final (2 equipos)           | - El campeón del Torneo Apertura y el campeón del Torneo Finalización juegan una final de ida y vuelta                                                                                            | - Categoría Primera A     |
| Repechaje (2 equipos)            | Repechaje (2 equipos)            | - Partidos de ida y vuelta entre el perdedor de la gran final y el mejor de la reclasificación del año (que no sea el campeón).                                                                   | - Categoría Primera A     |

## Datos de los clubes

### Relevo anual de clubes
| Ascendidos a la Primera A                                              |
| ---------------------------------------------------------------------- |
| Boyacá Chicó (Campeón de la Primera B 2022)                            |
| Atlético Huila (Ganador del repechaje de ascenso de la Primera B 2022) |

| Descendidos a la Primera B                                  |
| ----------------------------------------------------------- |
| Cortuluá (Peor promedio acumulado en la Primera A)          |
| Patriotas (Segundo peor promedio acumulado en la Primera A) |

### Equipos participantes
- Tras su descenso desde la Primera A, Cortuluá cambió de sede y juega en el municipio de Yumbo (Valle del Cauca).[5][6]
- Con motivo de los homenajes promovidos por FIFA por el fallecimiento de Pelé, el gobernador del Meta Juan Guillermo Zuluaga determinó el cambio de nombre del estadio de Villavicencio como Estadio Bello Horizonte - Rey Pelé.[7][8]
- Tras no recibir apoyo económico para continuar en su ciudad, a finales del mes de junio el Valledupar F. C. decidió trasladarse y refundarse en el municipio de Soacha (Cundinamarca).[9][10] El día 6 de julio de 2023 en asamblea de la Dimayor se aprobó el traslado y cuatro días después se presentó formalmente el nuevo club, el cual se llama Real Soacha Cundinamarca.[11][12]

| Equipo                   | Entrenador               | Ciudad/Municipio | Estadio                        | Aforo  |
| ------------------------ | ------------------------ | ---------------- | ------------------------------ | ------ |
| Atlético F. C.           | Giovanni Hernández       | Cali             | Pascual Guerrero               | 37 899 |
| Barranquilla F. C.       | Nelson Flórez            | Barranquilla     | Romelio Martínez               | 8600   |
| Boca Juniors de Cali     | José Manuel Rodríguez    | Cali             | Pascual Guerrero               | 37 899 |
| Bogotá F. C.             | Hugo Alfonso Mejía       | Bogotá           | Metropolitano de Techo         | 10 000 |
| Cortuluá                 | Jorge Edier Peralta      | Yumbo            | Municipal Raúl Miranda         | 3500   |
| Cúcuta Deportivo         | Federico Barrionuevo (E) | Cúcuta           | General Santander              | 42 000 |
| Deportes Quindío         | Oscar Quintabani         | Armenia          | Centenario de Armenia          | 20 716 |
| Fortaleza CEIF           | Sebastián Oliveros       | Bogotá           | Metropolitano de Techo         | 10 000 |
| Itagüí Leones            | Giovanny Ruiz            | Itagüí           | Metropolitano Ciudad de Itagüí | 12 000 |
| Llaneros                 | Wilmer Valencia (E)      | Villavicencio    | Bello Horizonte - Rey Pelé     | 15 000 |
| Orsomarso S. C.          | Steven Sánchez           | Palmira          | Francisco Rivera Escobar       | 15 300 |
| Patriotas                | Jonathan Risueño         | Tunja            | La Independencia               | 20 630 |
| Real Cartagena           | Oscar Passo (E)          | Cartagena        | Jaime Morón León               | 16 068 |
| Real Santander           | José Luis García         | Piedecuesta      | Villa Concha                   | 5500   |
| Real Soacha Cundinamarca | Julián Barragán          | Soacha           | Luis Carlos Galán Sarmiento    | 8000   |
| Tigres F. C.             | Jorge Castro             | Bogotá           | Metropolitano de Techo         | 10 000 |
| Valledupar F. C.         | Julián Barragán          | Valledupar       | Armando Maestre Pavajeau       | 11 000 |

#### Cambio de entrenadores
| Equipo               | Entrenador saliente                  | Fecha de salida          | Reemplazado por                      | Fecha de llegada         |
| Pretemporada         | Pretemporada                         | Pretemporada             | Pretemporada                         | Pretemporada             |
| -------------------- | ------------------------------------ | ------------------------ | ------------------------------------ | ------------------------ |
| Orsomarso            | Víctor Barón                         | 25 de octubre de 2022    | Diego Stefanetti                     | 8 de noviembre de 2022   |
| Patriotas            | Juan Manuel López                    | 29 de octubre de 2022    | Juan David Niño                      | 22 de diciembre de 2022  |
| Cortuluá             | Fernando Velasco (E)                 | 30 de octubre de 2022    | Jorge Edier Peralta                  | 28 de diciembre de 2022  |
| Barranquilla F. C.   | Arturo Reyes                         | 18 de noviembre de 2022  | Nelson Flórez                        | 22 de noviembre de 2022  |
| Fortaleza CEIF       | Nelson Flórez                        | 22 de noviembre de 2022  | Sebastián Oliveros                   | 23 de noviembre de 2022  |
| Valledupar F. C.     | José Gómez                           | 24 de noviembre de 2022  | Julián Barragán                      | 30 de noviembre de 2022  |
| Bogotá F. C.         | David Suárez                         | 30 de noviembre de 2022  | Francisco Nájera                     | 5 de enero de 2023       |
| Temporada            |                                      |                          |                                      |                          |
| Bogotá F. C.         | Francisco Nájera                     | 22 de febrero de 2023    | Alecxys Ciprián (E)                  | 22 de febrero de 2023    |
| Bogotá F. C.         | Alecxys Ciprián (E)                  | 6 de marzo de 2023       | César Torres                         | 6 de marzo de 2023       |
| Boca Juniors de Cali | Alejandro Guerrero                   | 13 de mayo de 2023       | José Manuel Rodríguez                | 16 de mayo de 2023       |
| Orsomarso            | Diego Stefanetti                     | 8 de junio de 2023       | Steven Sánchez                       | 2 de julio de 2023       |
| Cúcuta Deportivo     | Bernardo Redín                       | 14 de junio de 2023      | Rubén Tanucci                        | 16 de junio de 2023      |
| Bogotá F. C.         | César Torres                         | 25 de junio de 2023      | Pedro Felício Santos                 | 29 de junio de 2023      |
| Bogotá F. C.         | Pedro Felício Santos                 | 27 de julio de 2023      | Armando Osma                         | 27 de julio de 2023      |
| Itagüí Leones        | Álvaro Hernández                     | 13 de agosto de 2023     | Gerardo Londoño (E) Jhoan Bedoya (E) | 14 de agosto de 2023     |
| Itagüí Leones        | Gerardo Londoño (E) Jhoan Bedoya (E) | 22 de agosto de 2023     | Giovanny Ruiz                        | 22 de agosto de 2023     |
| Tigres F. C.         | Jorge Andrés Rojas                   | 15 de agosto de 2023     | Jorge Castro                         | 16 de agosto de 2023     |
| Patriotas            | Juan David Niño                      | 31 de agosto de 2023     | Jonathan Risueño                     | 1 de septiembre de 2023  |
| Cúcuta Deportivo     | Rubén Tanucci                        | 5 de septiembre de 2023  | Federico Barrionuevo (E)             | 5 de septiembre de 2023  |
| Bogotá F. C.         | Armando Osma                         | 22 de septiembre de 2023 | Hugo Alfonso Mejía                   | 25 de septiembre de 2023 |
| Real Cartagena       | Martín Cardetti                      | 31 de octubre de 2023    | Oscar Passo (E)                      | 2 de noviembre de 2023   |
| Llaneros             | Jersson González                     | 9 de noviembre de 2023   | Wilmer Valencia (E)                  | 9 de noviembre de 2023   |

### Localización
| Valle del Cauca | 4 | Atlético F. C., Boca Juniors de Cali, Cortuluá y Orsomarso | \| Real Santander Barranquilla Valledupar Real Cartagena Cúcuta Leones Patriotas Fortaleza Bogotá Tigres Quindío Llaneros Orsomarso Atlético Boca Juniors Cortuluá \| |
| Bogotá, D. C. | 3 | Bogotá F. C., Tigres F. C. y Fortaleza CEIF                | \| Real Santander Barranquilla Valledupar Real Cartagena Cúcuta Leones Patriotas Fortaleza Bogotá Tigres Quindío Llaneros Orsomarso Atlético Boca Juniors Cortuluá \| |
| Antioquia | 1 | Leones                                                     | \| Real Santander Barranquilla Valledupar Real Cartagena Cúcuta Leones Patriotas Fortaleza Bogotá Tigres Quindío Llaneros Orsomarso Atlético Boca Juniors Cortuluá \| |
| Atlántico | 1 | Barranquilla F. C.                                         | \| Real Santander Barranquilla Valledupar Real Cartagena Cúcuta Leones Patriotas Fortaleza Bogotá Tigres Quindío Llaneros Orsomarso Atlético Boca Juniors Cortuluá \| |
| Bolívar | 1 | Real Cartagena                                             | \| Real Santander Barranquilla Valledupar Real Cartagena Cúcuta Leones Patriotas Fortaleza Bogotá Tigres Quindío Llaneros Orsomarso Atlético Boca Juniors Cortuluá \| |
| Boyacá | 1 | Patriotas                                                  | \| Real Santander Barranquilla Valledupar Real Cartagena Cúcuta Leones Patriotas Fortaleza Bogotá Tigres Quindío Llaneros Orsomarso Atlético Boca Juniors Cortuluá \| |
| Cesar | 1 | Valledupar F. C.                                           | \| Real Santander Barranquilla Valledupar Real Cartagena Cúcuta Leones Patriotas Fortaleza Bogotá Tigres Quindío Llaneros Orsomarso Atlético Boca Juniors Cortuluá \| |
| Meta | 1 | Llaneros                                                   | \| Real Santander Barranquilla Valledupar Real Cartagena Cúcuta Leones Patriotas Fortaleza Bogotá Tigres Quindío Llaneros Orsomarso Atlético Boca Juniors Cortuluá \| |
| Norte de Santander | 1 | Cúcuta Deportivo                                           | \| Real Santander Barranquilla Valledupar Real Cartagena Cúcuta Leones Patriotas Fortaleza Bogotá Tigres Quindío Llaneros Orsomarso Atlético Boca Juniors Cortuluá \| |
| Quindío | 1 | Deportes Quindío                                           | \| Real Santander Barranquilla Valledupar Real Cartagena Cúcuta Leones Patriotas Fortaleza Bogotá Tigres Quindío Llaneros Orsomarso Atlético Boca Juniors Cortuluá \| |
| Santander | 1 | Real Santander                                             | \| Real Santander Barranquilla Valledupar Real Cartagena Cúcuta Leones Patriotas Fortaleza Bogotá Tigres Quindío Llaneros Orsomarso Atlético Boca Juniors Cortuluá \| |
| Real Santander Barranquilla Valledupar Real Cartagena Cúcuta Leones Patriotas Fortaleza Bogotá Tigres Quindío Llaneros Orsomarso Atlético Boca Juniors Cortuluá |   |                                                            | \| Real Santander Barranquilla Valledupar Real Cartagena Cúcuta Leones Patriotas Fortaleza Bogotá Tigres Quindío Llaneros Orsomarso Atlético Boca Juniors Cortuluá \| |

## Torneo Apertura

### Todos contra todos

#### Clasificación
| Pos. | Equipo               | Pts. | PJ | G | E | P | GF | GC | Dif. | Clasificación a             |
| ---- | -------------------- | ---- | -- | - | - | - | -- | -- | ---- | --------------------------- |
| 1    | Llaneros             | 32   | 16 | 9 | 5 | 2 | 19 | 10 | +9   | Cuadrangulares semifinales. |
| 2    | Patriotas            | 30   | 16 | 8 | 6 | 2 | 20 | 7  | +13  | Cuadrangulares semifinales. |
| 3    | Cúcuta Deportivo     | 28   | 16 | 7 | 7 | 2 | 19 | 12 | +7   | Cuadrangulares semifinales. |
| 4    | Deportes Quindío     | 28   | 16 | 8 | 4 | 4 | 17 | 12 | +5   | Cuadrangulares semifinales. |
| 5    | Cortuluá             | 27   | 16 | 7 | 6 | 3 | 22 | 16 | +6   | Cuadrangulares semifinales. |
| 6    | Real Cartagena       | 26   | 16 | 7 | 5 | 4 | 24 | 19 | +5   | Cuadrangulares semifinales. |
| 7    | Fortaleza CEIF       | 25   | 16 | 6 | 7 | 3 | 20 | 15 | +5   | Cuadrangulares semifinales. |
| 8    | Valledupar F. C.     | 21   | 16 | 5 | 6 | 5 | 18 | 21 | −3   | Cuadrangulares semifinales. |
| 9    | Real Santander       | 20   | 16 | 5 | 5 | 6 | 13 | 12 | +1   |                             |
| 10   | Itagüí Leones        | 18   | 16 | 4 | 6 | 6 | 26 | 28 | −2   |                             |
| 11   | Bogotá F. C.         | 17   | 16 | 4 | 5 | 7 | 12 | 16 | −4   |                             |
| 12   | Barranquilla F. C.   | 17   | 16 | 5 | 2 | 9 | 18 | 24 | −6   |                             |
| 13   | Orsomarso            | 17   | 16 | 5 | 2 | 9 | 12 | 20 | −8   |                             |
| 14   | Tigres F. C.         | 15   | 16 | 4 | 3 | 9 | 7  | 13 | −6   |                             |
| 15   | Boca Juniors de Cali | 12   | 16 | 2 | 6 | 8 | 14 | 22 | −8   |                             |
| 16   | Atlético F. C.       | 10   | 16 | 1 | 7 | 8 | 16 | 30 | −14  |                             |

 Fuente: Dimayor

##### Evolución de la clasificación
| Llaneros             | 14 | 15 | 10 | 7  | 6  | 5  | 5  | 5  | 5  | 5  | 4  | 2  | 3  | 1  | 1  | 1  |
| Patriotas            | 3  | 8  | 4  | 2  | 4  | 3  | 4  | 3  | 1  | 2  | 1  | 1  | 1  | 3  | 2  | 2  |
| Cúcuta Deportivo     | 2  | 6  | 3  | 1  | 1  | 2  | 2  | 4  | 4  | 4  | 5  | 3  | 4  | 2  | 3  | 3  |
| Deportes Quindío     | 11 | 16 | 16 | 11 | 7  | 6  | 6  | 6  | 6  | 6  | 6  | 6  | 6  | 6  | 6  | 4  |
| Cortuluá             | 1  | 1  | 1  | 3  | 2  | 1  | 1  | 1  | 2  | 1  | 2  | 4  | 2  | 5  | 4  | 5  |
| Real Cartagena       | 4  | 4  | 7  | 5  | 3  | 4  | 3  | 2  | 3  | 3  | 3  | 5  | 5  | 4  | 5  | 6  |
| Fortaleza CEIF       | 12 | 14 | 8  | 12 | 8  | 9  | 9  | 10 | 13 | 9  | 8  | 7  | 7  | 7  | 7  | 7  |
| Valledupar F. C.     | 16 | 12 | 15 | 16 | 14 | 14 | 13 | 11 | 8  | 7  | 7  | 9  | 9  | 8  | 8  | 8  |
| Real Santander       | 7  | 3  | 6  | 8  | 12 | 12 | 12 | 9  | 7  | 8  | 10 | 8  | 8  | 9  | 9  | 9  |
| Leones               | 9  | 2  | 5  | 10 | 11 | 11 | 11 | 8  | 12 | 11 | 12 | 12 | 10 | 13 | 10 | 10 |
| Bogotá F. C.         | 10 | 13 | 14 | 14 | 15 | 15 | 15 | 15 | 15 | 15 | 15 | 14 | 12 | 12 | 12 | 11 |
| Barranquilla F. C.   | 5  | 10 | 13 | 15 | 16 | 16 | 16 | 16 | 16 | 16 | 16 | 15 | 16 | 15 | 14 | 12 |
| Orsomarso            | 15 | 9  | 11 | 13 | 10 | 7  | 7  | 7  | 9  | 10 | 9  | 10 | 13 | 10 | 11 | 13 |
| Tigres F. C.         | 13 | 7  | 9  | 6  | 9  | 10 | 10 | 13 | 10 | 13 | 11 | 11 | 11 | 11 | 13 | 14 |
| Boca Juniors de Cali | 6  | 5  | 2  | 4  | 5  | 8  | 8  | 12 | 11 | 12 | 13 | 13 | 14 | 14 | 15 | 15 |
| Atlético F. C.       | 8  | 11 | 12 | 9  | 13 | 13 | 14 | 14 | 14 | 14 | 14 | 16 | 15 | 16 | 16 | 16 |

1. 1 2  El partido Bogotá F. C. vs. Deportes Quindío por la primera (1ª) fecha fue aplazado y se jugó el 22 de febrero, días antes de disputarse la cuarta (4ª) fecha.
2. 1 2  El partido Fortaleza CEIF vs. Tigres por la primera (1ª) fecha fue aplazado y se jugó el 1 de marzo, días antes de disputarse la quinta (5ª) fecha.
3. 1 2  El partido Boca Juniors de Cali vs. Fortaleza CEIF por la quinta (5ª) fecha fue aplazado y se jugó el 13 de abril, días antes de disputarse la duodécima (12ª) fecha.
4. 1 2  El partido Barranquilla F. C. vs. Valledupar F. C. por la tercera (3ª) fecha fue aplazado y se jugó el 29 de marzo, días antes de disputarse la décima (10ª) fecha.

#### Resultados
- La hora de cada encuentro corresponde al huso horario que rige a Colombia (UTC-5).

Nota: Los horarios y partidos de televisión se definen la semana previa a cada jornada. Los canales Win Sports y Win Sports+ son los medios de difusión por televisión autorizados por la Dimayor para la transmisión por cable de tres partidos por fecha.
| Barranquilla F. C. | 2 : 2 | Real Cartagena       | Romelio Martínez               | 2 de febrero  | 19:40 | Win Sports+ y Win Sports |
| Cúcuta Deportivo   | 1 : 0 | Orsomarso            | General Santander              | 3 de febrero  | 16:00 | Win Sports+              |
| Atlético           | 1 : 1 | Real Santander       | Olímpico Pascual Guerrero      | 4 de febrero  | 16:00 | Sin transmisión          |
| Cortuluá           | 1 : 0 | Valledupar F. C.     | Municipal Raúl Miranda         | 4 de febrero  | 16:00 | Sin transmisión          |
| Patriotas          | 1 : 0 | Llaneros             | La Independencia               | 4 de febrero  | 16:00 | Sin transmisión          |
| Leones             | 1 : 1 | Boca Juniors de Cali | Metropolitano Ciudad de Itagüí | 7 de febrero  | 19:30 | Win Sports+              |
| Bogotá F. C.       | 0 : 0 | Deportes Quindío     | Metropolitano de Techo         | 22 de febrero | 16:00 | Sin transmisión          |
| Fortaleza CEIF     | 1 : 0 | Tigres               | Metropolitano de Techo         | 1 de marzo    | 16:00 | Sin transmisión          |

| Real Cartagena       | 3 : 2 | Patriotas          | Olímpico Jaime Morón León | 9 de febrero  | 16:00 | Win Sports+              |
| Valledupar F. C.     | 1 : 1 | Cúcuta Deportivo   | Armando Maestre Pavajeau  | 11 de febrero | 15:00 | Sin transmisión          |
| Real Santander       | 2 : 0 | Fortaleza CEIF     | Villa Concha              | 11 de febrero | 15:00 | Sin transmisión          |
| Orsomarso            | 1 : 0 | Atlético           | Francisco Rivera Escobar  | 11 de febrero | 16:00 | Sin transmisión          |
| Boca Juniors de Cali | 1 : 0 | Bogotá F. C.       | Olímpico Pascual Guerrero | 12 de febrero | 16:00 | Sin transmisión          |
| Tigres               | 1 : 0 | Barranquilla F. C. | Metropolitano de Techo    | 13 de febrero | 15:00 | Sin transmisión          |
| Llaneros             | 1 : 3 | Cortuluá           | Bello Horizonte           | 13 de febrero | 18:00 | Win Sports+ y Win Sports |
| Deportes Quindío     | 0 : 3 | Leones             | Centenario de Armenia     | 13 de febrero | 20:05 | Win Sports+              |

| Fortaleza CEIF       | 3 : 1 | Orsomarso        | Metropolitano de Techo         | 17 de febrero | 18:00 | Win Sports+              |
| Cortuluá             | 2 : 1 | Deportes Quindío | Municipal Raúl Miranda         | 18 de febrero | 16:00 | Sin transmisión          |
| Bogotá F. C.         | 1 : 1 | Atlético         | Metropolitano de Techo         | 18 de febrero | 16:00 | Sin transmisión          |
| Cúcuta Deportivo     | 1 : 0 | Tigres           | General Santander              | 19 de febrero | 16:00 | Sin transmisión          |
| Boca Juniors de Cali | 2 : 0 | Real Cartagena   | Olímpico Pascual Guerrero      | 19 de febrero | 16:00 | Sin transmisión          |
| Patriotas            | 1 : 0 | Real Santander   | La Independencia               | 20 de febrero | 18:00 | Win Sports+              |
| Leones               | 0 : 1 | Llaneros         | Metropolitano Ciudad de Itagüí | 21 de febrero | 19:40 | Win Sports+ y Win Sports |
| Barranquilla F. C.   | 0 : 0 | Valledupar F. C. | Romelio Martínez               | 29 de marzo   | 17:00 | Sin transmisión          |

| Tigres             | 3 : 0 | Cortuluá             | Metropolitano de Techo    | 24 de febrero | 18:00 | Win Sports+ y Win Sports |
| Deportes Quindío   | 1 : 0 | Fortaleza CEIF       | Centenario de Armenia     | 25 de febrero | 14:00 | Win Sports+              |
| Llaneros           | 2 : 1 | Orsomarso            | Bello Horizonte           | 25 de febrero | 16:00 | Sin transmisión          |
| Patriotas          | 2 : 0 | Bogotá F. C.         | La Independencia          | 25 de febrero | 16:00 | Sin transmisión          |
| Real Santander     | 1 : 1 | Boca Juniors de Cali | Villa Concha              | 26 de febrero | 15:00 | Sin transmisión          |
| Real Cartagena     | 2 : 0 | Valledupar F. C.     | Olímpico Jaime Morón León | 26 de febrero | 16:00 | Sin transmisión          |
| Atlético           | 4 : 3 | Leones               | Olímpico Pascual Guerrero | 27 de febrero | 15:00 | Sin transmisión          |
| Barranquilla F. C. | 0 : 1 | Cúcuta Deportivo     | Romelio Martínez          | 27 de febrero | 20:00 | Win Sports+              |

| Deportes Quindío     | 2 : 0 | Barranquilla F. C. | Centenario de Armenia          | 2 de marzo  | 19:40 | Win Sports+ y Win Sports |
| Bogotá F. C.         | 0 : 2 | Real Cartagena     | Metropolitano de Techo         | 3 de marzo  | 18:05 | Win Sports+              |
| Cúcuta Deportivo     | 2 : 1 | Atlético           | General Santander              | 4 de marzo  | 16:00 | Sin transmisión          |
| Cortuluá             | 1 : 0 | Real Santander     | Municipal Raúl Miranda         | 4 de marzo  | 16:00 | Sin transmisión          |
| Orsomarso            | 2 : 0 | Tigres             | Francisco Rivera Escobar       | 5 de marzo  | 14:00 | Sin transmisión          |
| Valledupar F. C.     | 0 : 0 | Llaneros           | Armando Maestre Pavajeau       | 5 de marzo  | 15:00 | Sin transmisión          |
| Leones               | 0 : 0 | Patriotas          | Metropolitano Ciudad de Itagüí | 6 de marzo  | 18:00 | Win Sports+              |
| Boca Juniors de Cali | 0 : 0 | Fortaleza CEIF     | Olímpico Pascual Guerrero      | 13 de abril | 15:00 | Sin transmisión          |

| Real Santander     | 0 : 1 | Deportes Quindío     | Villa Concha              | 8 de marzo | 15:00 | Sin transmisión          |
| Llaneros           | 2 : 0 | Bogotá F. C.         | Bello Horizonte           | 8 de marzo | 15:00 | Sin transmisión          |
| Barranquilla F. C. | 0 : 5 | Cortuluá             | Romelio Martínez          | 8 de marzo | 17:00 | Sin transmisión          |
| Fortaleza CEIF     | 1 : 1 | Cúcuta Deportivo     | Metropolitano de Techo    | 8 de marzo | 18:00 | Win Sports+              |
| Atlético           | 1 : 3 | Real Cartagena       | Olímpico Pascual Guerrero | 8 de marzo | 20:05 | Win Sports+ y Win Sports |
| Patriotas          | 4 : 0 | Boca Juniors de Cali | La Independencia          | 9 de marzo | 14:00 | Sin transmisión          |
| Orsomarso          | 1 : 0 | Leones               | Francisco Rivera Escobar  | 9 de marzo | 15:00 | Sin transmisión          |
| Tigres             | 0 : 0 | Valledupar F. C.     | Metropolitano de Techo    | 9 de marzo | 18:00 | Win Sports+              |

| Bogotá F. C.         | 2 : 0 | Barranquilla F. C. | Metropolitano de Techo         | 11 de marzo | 14:00 | Win Sports+     |
| Cortuluá             | 2 : 2 | Cúcuta Deportivo   | Municipal Raúl Miranda         | 11 de marzo | 15:00 | Sin transmisión |
| Leones               | 2 : 2 | Fortaleza CEIF     | Metropolitano Ciudad de Itagüí | 12 de marzo | 15:00 | Sin transmisión |
| Llaneros             | 1 : 0 | Tigres             | Bello Horizonte                | 12 de marzo | 15:00 | Sin transmisión |
| Valledupar F. C.     | 3 : 1 | Atlético           | Armando Maestre Pavajeau       | 12 de marzo | 15:00 | Sin transmisión |
| Real Cartagena       | 1 : 1 | Real Santander     | Olímpico Jaime Morón León      | 12 de marzo | 15:00 | Sin transmisión |
| Boca Juniors de Cali | 0 : 0 | Orsomarso          | Municipal Raúl Miranda         | 13 de marzo | 16:00 | Win Sports+     |
| Deportes Quindío     | 1 : 0 | Patriotas          | Centenario de Armenia          | 13 de marzo | 18:05 | Win Sports+     |

| Valledupar F. C.   | 1 : 0 | Boca Juniors de Cali | Armando Maestre Pavajeau | 19 de marzo | 14:00 | Sin transmisión          |
| Real Santander     | 2 : 0 | Bogotá F. C.         | Villa Concha             | 19 de marzo | 15:00 | Sin transmisión          |
| Tigres             | 0 : 1 | Leones               | Metropolitano de Techo   | 19 de marzo | 15:00 | Sin transmisión          |
| Orsomarso          | 0 : 2 | Real Cartagena       | Francisco Rivera Escobar | 19 de marzo | 15:30 | Sin transmisión          |
| Fortaleza CEIF     | 1 : 1 | Llaneros             | Metropolitano de Techo   | 20 de marzo | 14:00 | Win Sports+ y Win Sports |
| Barranquilla F. C. | 1 : 2 | Patriotas            | Romelio Martínez         | 20 de marzo | 16:00 | Sin transmisión          |
| Cúcuta Deportivo   | 0 : 0 | Deportes Quindío     | General Santander        | 20 de marzo | 16:05 | Win Sports+              |
| Atlético           | 1 : 1 | Cortuluá             | Deportivo Cali           | 21 de marzo | 17:30 | Win Sports+              |

| Leones               | 0 : 2 | Valledupar F. C.   | Metropolitano Ciudad de Itagüí | 24 de marzo | 16:00 | Win Sports+ y Win Sports |
| Patriotas            | 3 : 0 | Fortaleza CEIF     | La Independencia               | 24 de marzo | 18:00 | Sin transmisión          |
| Deportes Quindío     | 1 : 1 | Orsomarso          | Centenario de Armenia          | 24 de marzo | 18:05 | Win Sports+              |
| Bogotá F. C.         | 0 : 1 | Tigres             | Metropolitano de Techo         | 25 de marzo | 15:00 | Sin transmisión          |
| Cortuluá             | 1 : 1 | Llaneros           | Municipal Raúl Miranda         | 25 de marzo | 16:00 | Sin transmisión          |
| Real Santander       | 1 : 0 | Cúcuta Deportivo   | Villa Concha                   | 26 de marzo | 15:00 | Sin transmisión          |
| Real Cartagena       | 0 : 3 | Barranquilla F. C. | Olímpico Jaime Morón León      | 26 de marzo | 15:00 | Sin transmisión          |
| Boca Juniors de Cali | 2 : 2 | Atlético           | Olímpico Pascual Guerrero      | 27 de marzo | 18:00 | Win Sports+              |

| Tigres           | 0 : 2 | Real Cartagena       | Metropolitano de Techo         | 1 de abril | 15:15 | Sin transmisión          |
| Orsomarso        | 0 : 1 | Cortuluá             | Francisco Rivera Escobar       | 1 de abril | 16:00 | Sin transmisión          |
| Leones           | 1 : 1 | Real Santander       | Metropolitano Ciudad de Itagüí | 2 de abril | 14:00 | Win Sports+ y Win Sports |
| Valledupar F. C. | 1 : 1 | Deportes Quindío     | Armando Maestre Pavajeau       | 2 de abril | 15:00 | Sin transmisión          |
| Fortaleza CEIF   | 3 : 1 | Barranquilla F. C.   | Metropolitano de Techo         | 2 de abril | 15:15 | Sin transmisión          |
| Llaneros         | 2 : 1 | Boca Juniors de Cali | Bello Horizonte                | 2 de abril | 18:40 | Sin transmisión          |
| Cúcuta Deportivo | 2 : 0 | Bogotá F. C.         | General Santander              | 3 de abril | 16:00 | Win Sports+              |
| Atlético         | 0 : 0 | Patriotas            | Olímpico Pascual Guerrero      | 3 de abril | 18:05 | Win Sports+              |

| Boca Juniors de Cali | 1 : 2 | Tigres           | Olímpico Pascual Guerrero | 8 de abril  | 15:15 | Sin transmisión          |
| Real Santander       | 0 : 1 | Orsomarso        | Villa Concha              | 9 de abril  | 15:00 | Sin transmisión          |
| Real Cartagena       | 2 : 2 | Cúcuta Deportivo | Olímpico Jaime Morón León | 9 de abril  | 16:10 | Win Sports+              |
| Cortuluá             | 0 : 1 | Fortaleza CEIF   | Municipal Raúl Miranda    | 9 de abril  | 20:30 | Win Sports+              |
| Bogotá F. C.         | 4 : 3 | Leones           | Metropolitano de Techo    | 10 de abril | 15:00 | Sin transmisión          |
| Patriotas            | 0 : 0 | Valledupar F. C. | La Independencia          | 10 de abril | 16:00 | Win Sports+ y Win Sports |
| Barranquilla F. C.   | 0 : 1 | Llaneros         | Romelio Martínez          | 10 de abril | 17:00 | Sin transmisión          |
| Deportes Quindío     | 4 : 2 | Atlético         | Centenario de Armenia     | 10 de abril | 20:00 | Sin transmisión          |

| Tigres           | 0 : 1 | Real Santander       | Metropolitano de Techo         | 14 de abril | 16:00 | Win Sports+ y Win Sports |
| Llaneros         | 1 : 0 | Deportes Quindío     | Bello Horizonte                | 14 de abril | 18:00 | Win Sports+              |
| Orsomarso        | 0 : 1 | Patriotas            | Francisco Rivera Escobar       | 15 de abril | 15:15 | Sin transmisión          |
| Leones           | 2 : 2 | Cortuluá             | Metropolitano Ciudad de Itagüí | 15 de abril | 16:00 | Win Sports+              |
| Valledupar F. C. | 0 : 2 | Bogotá F. C.         | Armando Maestre Pavajeau       | 16 de abril | 15:00 | Sin transmisión          |
| Atlético         | 0 : 3 | Barranquilla F. C.   | Olímpico Pascual Guerrero      | 16 de abril | 15:15 | Sin transmisión          |
| Real Cartagena   | 0 : 0 | Fortaleza CEIF       | Olímpico Jaime Morón León      | 16 de abril | 15:30 | Sin transmisión          |
| Cúcuta Deportivo | 2 : 1 | Boca Juniors de Cali | General Santander              | 16 de abril | 16:00 | Sin transmisión          |

| Bogotá F. C.       | 3 : 0 | Orsomarso            | Metropolitano de Techo    | 19 de abril | 14:00 | Sin transmisión          |
| Real Santander     | 0 : 0 | Llaneros             | Villa Concha              | 19 de abril | 15:00 | Sin transmisión          |
| Barranquilla F. C. | 2 : 3 | Leones               | Romelio Martínez          | 19 de abril | 15:00 | Sin transmisión          |
| Atlético           | 0 : 0 | Tigres               | Olímpico Pascual Guerrero | 19 de abril | 15:30 | Sin transmisión          |
| Deportes Quindío   | 2 : 0 | Real Cartagena       | Centenario de Armenia     | 19 de abril | 18:00 | Win Sports+              |
| Cortuluá           | 2 : 1 | Boca Juniors de Cali | Municipal Raúl Miranda    | 19 de abril | 18:30 | Sin transmisión          |
| Fortaleza CEIF     | 5 : 1 | Valledupar F. C.     | Metropolitano de Techo    | 20 de abril | 18:00 | Win Sports+ y Win Sports |
| Patriotas          | 0 : 0 | Cúcuta Deportivo     | La Independencia          | 20 de abril | 20:05 | Win Sports+              |

| Fortaleza CEIF       | 1 : 1 | Patriotas          | Metropolitano de Techo    | 23 de abril | 14:00 | Win Sports+ y Win Sports |
| Valledupar F. C.     | 5 : 3 | Leones             | Armando Maestre Pavajeau  | 23 de abril | 15:00 | Sin transmisión          |
| Cúcuta Deportivo     | 2 : 0 | Real Santander     | General Santander         | 23 de abril | 16:00 | Sin transmisión          |
| Tigres               | 0 : 0 | Bogotá F. C.       | Metropolitano de Techo    | 24 de abril | 14:00 | Sin transmisión          |
| Orsomarso            | 1 : 0 | Deportes Quindío   | Francisco Rivera Escobar  | 24 de abril | 15:30 | Sin transmisión          |
| Llaneros             | 3 : 0 | Atlético           | Bello Horizonte           | 24 de abril | 16:00 | Win Sports+              |
| Real Cartagena       | 2 : 0 | Cortuluá           | Olímpico Jaime Morón León | 24 de abril | 18:00 | Win Sports+              |
| Boca Juniors de Cali | 1 : 2 | Barranquilla F. C. | Olímpico Pascual Guerrero | 25 de abril | 16:00 | Sin transmisión          |

| Deportes Quindío   | 1 : 0 | Tigres               | Centenario de Armenia          | 28 de abril | 18:00 | Win Sports+ y Win Sports |
| Leones             | 2 : 1 | Cúcuta Deportivo     | Metropolitano Ciudad de Itagüí | 28 de abril | 20:05 | Win Sports+              |
| Bogotá F. C.       | 0 : 0 | Fortaleza CEIF       | Metropolitano de Techo         | 29 de abril | 14:00 | Sin transmisión          |
| Barranquilla F. C. | 1 : 0 | Real Santander       | Romelio Martínez               | 29 de abril | 17:00 | Sin transmisión          |
| Llaneros           | 2 : 1 | Real Cartagena       | Bello Horizonte                | 30 de abril | 18:40 | Sin transmisión          |
| Patriotas          | 1 : 1 | Cortuluá             | La Independencia               | 1 de mayo   | 19:30 | Win Sports+              |
| Atlético           | 1 : 1 | Boca Juniors de Cali | Olímpico Pascual Guerrero      | 2 de mayo   | 15:00 | Sin transmisión          |
| Valledupar F. C.   | 3 : 2 | Orsomarso            | Armando Maestre Pavajeau       | 6 de mayo   | 15:30 | Sin transmisión          |

| Orsomarso            | 1 : 3 | Barranquilla F. C. | Francisco Rivera Escobar  | 12 de mayo | 15:30 | Sin transmisión |
| Cúcuta Deportivo     | 1 : 1 | Llaneros           | General Santander         | 13 de mayo | 16:00 | Win Sports      |
| Boca Juniors de Cali | 1 : 2 | Deportes Quindío   | Olímpico Pascual Guerrero | 13 de mayo | 16:00 | Winsports.co    |
| Cortuluá             | 0 : 0 | Bogotá F. C.       | Municipal Raúl Miranda    | 13 de mayo | 16:00 | Sin transmisión |
| Tigres               | 0 : 2 | Patriotas          | Metropolitano de Techo    | 13 de mayo | 16:00 | Sin transmisión |
| Fortaleza CEIF       | 2 : 1 | Atlético           | Villa Olímpica de Chía    | 13 de mayo | 16:00 | Sin transmisión |
| Real Cartagena       | 2 : 2 | Leones             | Olímpico Jaime Morón León | 13 de mayo | 16:00 | Sin transmisión |
| Real Santander       | 3 : 1 | Valledupar F. C.   | Villa Concha              | 13 de mayo | 16:00 | Sin transmisión |

### Cuadrangulares semifinales
- La hora de cada encuentro corresponde al huso horario que rige a Colombia (UTC-5).

Al finalizar la primera fase del campeonato —también denominada «Todos contra todos»—, los ocho equipos con mayor puntaje disputaron la segunda fase, los cuadrangulares semifinales. Para los cuadrangulares los ocho equipos clasificados se dividieron en dos grupos previamente sorteados de igual número de participantes, de manera que los equipos que ocuparon el 1.° y 2.° puesto en la fase de todos contra todos fueron sembrados como cabezas de serie del Grupo A y Grupo B, respectivamente. Los otros seis clasificados fueron debidamente sorteados, y se emparejaron de la siguiente manera: 3.° y 4.°; 5.° y 6.°; 7.° y 8.°, el equipo de cada emparejamiento con la mejor posición fue sorteado en un grupo y sembró a su pareja en el otro grupo. El sorteo de los cuadrangulares se realizó el día 15 de mayo de 2023.
Tras tener cada grupo formado con sus cuatro equipos participantes, se llevaron a cabo enfrentamientos con el formato todos contra todos, a ida y vuelta, dando como resultado seis fechas en disputa. Los equipos ganadores de cada grupo al final de las seis fechas, obtuvieron el cupo a la final del torneo.
En esta fase, los equipos cabeza de serie (Llaneros y Patriotas) tuvieron ventaja deportiva sobre sus rivales de grupo dado que en caso de un empate en puntos, la posición fue decidida a favor del equipo cabeza de serie por haber ocupado la mejor posición en la fase todos contra todos.
|  |                                     |
|  | Clasificados a la final del torneo. |
|  | Eliminados.                         |

#### Grupo A
| Pos. | Equipo           | Pts. | PJ | G | E | P | GF | GC | Dif. |  |     | LLA | FOR | RCA | QUI |
| ---- | ---------------- | ---- | -- | - | - | - | -- | -- | ---- |  | --- | --- | --- | --- | --- |
| 1    | Llaneros         | 13   | 6  | 4 | 1 | 1 | 9  | 5  | +4   |  |     | —   | 2–1 | 1–0 | 2–0 |
| 2    | Fortaleza CEIF   | 12   | 6  | 4 | 0 | 2 | 11 | 3  | +8   |  |     | 0–1 | —   | 4–0 | 3–0 |
| 3    | Real Cartagena   | 5    | 6  | 1 | 2 | 3 | 5  | 10 | −5   |  | 2–1 | 0–1 | —   | 1–1 |     |
| 4    | Deportes Quindío | 3    | 6  | 0 | 3 | 3 | 5  | 12 | −7   |  | 2–2 | 0–2 | 2–2 | —   |     |

 Fuente: Dimayor
| Primera | Deportes Quindío | 2 : 2 | Llaneros         | Centenario de Armenia     | 19 de mayo  | 18:00 | Win Sports+              |
| Primera | Fortaleza CEIF   | 4 : 0 | Real Cartagena   | Metropolitano de Techo    | 19 de mayo  | 20:05 | Win Sports+ y Win Sports |
| Segunda | Llaneros         | 2 : 1 | Fortaleza CEIF   | Bello Horizonte           | 24 de mayo  | 17:00 | Win Sports+              |
| Segunda | Real Cartagena   | 1 : 1 | Deportes Quindío | Olímpico Jaime Morón León | 24 de mayo  | 19:30 | Win Sports+              |
| Tercera | Real Cartagena   | 2 : 1 | Llaneros         | Olímpico Jaime Morón León | 27 de mayo  | 16:00 | Win Sports+ y Win Sports |
| Tercera | Fortaleza CEIF   | 3 : 0 | Deportes Quindío | Metropolitano de Techo    | 27 de mayo  | 16:00 | Sin transmisión          |
| Cuarta  | Llaneros         | 1 : 0 | Real Cartagena   | Bello Horizonte           | 30 de mayo  | 18:00 | Win Sports+              |
| Cuarta  | Deportes Quindío | 0 : 2 | Fortaleza CEIF   | Centenario de Armenia     | 30 de mayo  | 20:05 | Win Sports+ y Win Sports |
| Quinta  | Deportes Quindío | 2 : 2 | Real Cartagena   | Centenario de Armenia     | 3 de junio  | 16:00 | Sin transmisión          |
| Quinta  | Fortaleza CEIF   | 0 : 1 | Llaneros         | Metropolitano de Techo    | 4 de junio  | 16:00 | Win Sports+              |
| Sexta   | Llaneros         | 2 : 0 | Deportes Quindío | Bello Horizonte           | 11 de junio | 16:00 | Win Sports+              |
| Sexta   | Real Cartagena   | 0 : 1 | Fortaleza        | Olímpico Jaime Morón León | 11 de junio | 16:00 | Sin transmisión          |

#### Grupo B
| Pos. | Equipo           | Pts. | PJ | G | E | P | GF | GC | Dif. |  |     | PAT | CUC | VAL | COR |
| ---- | ---------------- | ---- | -- | - | - | - | -- | -- | ---- |  | --- | --- | --- | --- | --- |
| 1    | Patriotas        | 8    | 6  | 1 | 5 | 0 | 6  | 4  | +2   |  |     | —   | 2–2 | 2–0 | 0–0 |
| 2    | Cúcuta Deportivo | 8    | 6  | 1 | 5 | 0 | 10 | 8  | +2   |  |     | 1–1 | —   | 1–1 | 2–2 |
| 3    | Valledupar F. C. | 6    | 6  | 1 | 3 | 2 | 5  | 6  | −1   |  | 1–1 | 1–1 | —   | 0–1 |     |
| 4    | Cortuluá         | 6    | 6  | 1 | 3 | 2 | 4  | 7  | −3   |  | 0–0 | 1–3 | 0–2 | —   |     |

 Fuente: Dimayor
| Primera | Cortuluá         | 1 : 3 | Cúcuta Deportivo | Municipal Raúl Miranda   | 21 de mayo  | 15:00 | Win Sports+              |
| Primera | Valledupar F. C. | 1 : 1 | Patriotas        | Armando Maestre Pavajeau | 21 de mayo  | 15:30 | Sin transmisión          |
| Segunda | Cúcuta Deportivo | 1 : 1 | Valledupar F. C. | General Santander        | 25 de mayo  | 16:00 | Win Sports+              |
| Segunda | Patriotas        | 0 : 0 | Cortuluá         | La Independencia         | 25 de mayo  | 19:30 | Win Sports+ y Win Sports |
| Tercera | Cúcuta Deportivo | 1 : 1 | Patriotas        | General Santander        | 28 de mayo  | 16:00 | Win Sports+              |
| Tercera | Cortuluá         | 0 : 2 | Valledupar F. C. | Municipal Raúl Miranda   | 29 de mayo  | 19:30 | Sin transmisión          |
| Cuarta  | Patriotas        | 2 : 2 | Cúcuta Deportivo | La Independencia         | 1 de junio  | 16:00 | Win Sports+              |
| Cuarta  | Valledupar F. C. | 0 : 1 | Cortuluá         | Armando Maestre Pavajeau | 1 de junio  | 16:00 | Sin transmisión          |
| Quinta  | Cortuluá         | 0 : 0 | Patriotas        | Municipal Raúl Miranda   | 6 de junio  | 18:00 | Win Sports+ y Win Sports |
| Quinta  | Valledupar F. C. | 1 : 1 | Cúcuta Deportivo | Armando Maestre Pavajeau | 6 de junio  | 20:05 | Win Sports+              |
| Sexta   | Cúcuta Deportivo | 2 : 2 | Cortuluá         | General Santander        | 10 de junio | 16:00 | Win Sports+              |
| Sexta   | Patriotas        | 2 : 0 | Valledupar F. C. | La Independencia         | 10 de junio | 16:00 | Win Sports               |

### Final
- La hora de cada encuentro corresponde al huso horario que rige a Colombia (UTC-5).

| 18 de junio de 2023 | Patriotas    | 1:0 (0:0) | Llaneros | Estadio La Independencia, Tunja                 |                                                 |
| 18:00               | Barragán 78' | Reporte   |          | Árbitro(s): Carlos Ortega VAR: Leonard Mosquera | Árbitro(s): Carlos Ortega VAR: Leonard Mosquera |

| 23 de junio de 2023 | Llaneros | 0:0     | Patriotas | Estadio Bello Horizonte, Villavicencio       |                                              |
| 20:00               |          | Reporte |           | Árbitro(s): Wilmar Roldán VAR: Heider Castro | Árbitro(s): Wilmar Roldán VAR: Heider Castro |

## Torneo Finalización

### Todos contra todos

#### Clasificación
| Pos. | Equipo                   | Pts. | PJ | G  | E | P  | GF | GC | Dif. | Clasificación a             |
| ---- | ------------------------ | ---- | -- | -- | - | -- | -- | -- | ---- | --------------------------- |
| 1    | Fortaleza CEIF           | 39   | 16 | 12 | 3 | 1  | 24 | 9  | +15  | Cuadrangulares semifinales. |
| 2    | Llaneros                 | 27   | 16 | 7  | 6 | 3  | 19 | 10 | +9   | Cuadrangulares semifinales. |
| 3    | Cúcuta Deportivo         | 27   | 16 | 7  | 6 | 3  | 22 | 15 | +7   | Cuadrangulares semifinales. |
| 4    | Real Cartagena           | 27   | 16 | 7  | 6 | 3  | 20 | 15 | +5   | Cuadrangulares semifinales. |
| 5    | Barranquilla F. C.       | 26   | 16 | 7  | 5 | 4  | 20 | 19 | +1   | Cuadrangulares semifinales. |
| 6    | Itagüí Leones            | 24   | 16 | 7  | 3 | 6  | 28 | 23 | +5   | Cuadrangulares semifinales. |
| 7    | Atlético F. C.           | 24   | 16 | 7  | 3 | 6  | 19 | 19 | 0    | Cuadrangulares semifinales. |
| 8    | Boca Juniors de Cali     | 22   | 16 | 6  | 4 | 6  | 13 | 14 | −1   | Cuadrangulares semifinales. |
| 9    | Patriotas                | 21   | 16 | 6  | 3 | 7  | 19 | 19 | 0    |                             |
| 10   | Real Santander           | 21   | 16 | 5  | 6 | 5  | 18 | 19 | −1   |                             |
| 11   | Deportes Quindío         | 18   | 16 | 4  | 6 | 6  | 13 | 18 | −5   |                             |
| 12   | Cortuluá                 | 17   | 16 | 4  | 5 | 7  | 17 | 15 | +2   |                             |
| 13   | Bogotá F. C.             | 16   | 16 | 4  | 4 | 8  | 11 | 17 | −6   |                             |
| 14   | Orsomarso                | 15   | 16 | 4  | 3 | 9  | 11 | 20 | −9   |                             |
| 15   | Real Soacha Cundinamarca | 14   | 16 | 2  | 8 | 6  | 13 | 19 | −6   |                             |
| 16   | Tigres F. C.             | 9    | 16 | 2  | 3 | 11 | 12 | 28 | −16  |                             |

 Fuente: Dimayor

##### Evolución de la clasificación
| Fortaleza CEIF           | 2  | 1  | 1  | 1  | 1  | 1  | 1  | 1  | 1  | 1  | 1  | 1  | 1  | 1  | 1  | 1  |
| Llaneros                 | 10 | 15 | 8  | 6  | 3  | 3  | 3  | 5  | 3  | 4  | 3  | 2  | 2  | 2  | 2  | 2  |
| Cúcuta Deportivo         | 4  | 2  | 2  | 4  | 6  | 4  | 5  | 4  | 5  | 2  | 2  | 3  | 3  | 3  | 3  | 3  |
| Real Cartagena           | 13 | 13 | 7  | 9  | 9  | 6  | 4  | 3  | 4  | 5  | 4  | 6  | 5  | 5  | 5  | 4  |
| Barranquilla F. C.       | 3  | 4  | 5  | 2  | 2  | 2  | 2  | 2  | 2  | 3  | 5  | 4  | 6  | 6  | 7  | 5  |
| Leones                   | 6  | 9  | 12 | 14 | 11 | 8  | 10 | 12 | 8  | 10 | 7  | 5  | 4  | 4  | 4  | 6  |
| Atlético F. C.           | 1  | 6  | 9  | 8  | 4  | 7  | 8  | 6  | 6  | 6  | 6  | 8  | 8  | 7  | 6  | 7  |
| Boca Juniors de Cali     | 7  | 12 | 16 | 15 | 15 | 15 | 12 | 9  | 12 | 13 | 11 | 7  | 7  | 8  | 8  | 8  |
| Patriotas                | 11 | 10 | 15 | 10 | 13 | 14 | 15 | 13 | 14 | 11 | 12 | 9  | 9  | 9  | 10 | 9  |
| Real Santander           | 16 | 16 | 11 | 11 | 12 | 11 | 13 | 10 | 11 | 8  | 8  | 11 | 11 | 10 | 9  | 10 |
| Deportes Quindío         | 5  | 5  | 3  | 5  | 8  | 10 | 6  | 7  | 7  | 9  | 9  | 10 | 10 | 11 | 11 | 11 |
| Cortuluá                 | 8  | 3  | 6  | 3  | 5  | 5  | 7  | 8  | 10 | 7  | 10 | 12 | 12 | 14 | 12 | 12 |
| Bogotá F. C.             | 15 | 8  | 4  | 7  | 7  | 9  | 11 | 14 | 9  | 12 | 14 | 14 | 14 | 12 | 13 | 13 |
| Orsomarso                | 14 | 7  | 10 | 13 | 10 | 13 | 14 | 15 | 15 | 15 | 15 | 16 | 15 | 13 | 14 | 14 |
| Real Soacha Cundinamarca | 9  | 14 | 14 | 12 | 14 | 12 | 9  | 11 | 13 | 14 | 13 | 13 | 13 | 15 | 15 | 15 |
| Tigres F. C.             | 12 | 11 | 13 | 16 | 16 | 16 | 16 | 16 | 16 | 16 | 16 | 15 | 16 | 16 | 16 | 16 |

1. 1 2  El partido Llaneros vs. Patriotas por la primera (1ª) fecha fue aplazado y se jugó el 4 de octubre, días antes de la disputa de la decimoquinta (15ª) fecha.

#### Resultados
- La hora de cada encuentro corresponde al huso horario que rige a Colombia (UTC-5).

Nota: Los horarios y partidos de televisión se definen la semana previa a cada jornada. Los canales Win Sports y Win Sports+ son los medios de difusión por televisión autorizados por la Dimayor para la transmisión por cable de tres partidos por fecha.
| Orsomarso                | 1 : 2 | Cúcuta Deportivo   | Francisco Rivera Escobar    | 20 de julio  | 16:00 | Win Sports+              |
| Tigres                   | 2 : 3 | Fortaleza CEIF     | Metropolitano de Techo      | 20 de julio  | 19:00 | Win Sports+ y Win Sports |
| Boca Juniors de Cali     | 2 : 2 | Leones             | Olímpico Pascual Guerrero   | 22 de julio  | 15:30 | Sin transmisión          |
| Real Santander           | 0 : 2 | Atlético           | Villa Concha                | 22 de julio  | 15:30 | Sin transmisión          |
| Real Soacha Cundinamarca | 0 : 0 | Cortuluá           | Luis Carlos Galán Sarmiento | 23 de julio  | 15:30 | Sin transmisión          |
| Real Cartagena           | 1 : 2 | Barranquilla F. C. | Olímpico Jaime Morón León   | 23 de julio  | 15:30 | Sin transmisión          |
| Deportes Quindío         | 1 : 0 | Bogotá F. C.       | Centenario de Armenia       | 25 de julio  | 19:30 | Win Sports+              |
| Llaneros                 | 0 : 1 | Patriotas          | Bello Horizonte             | 4 de octubre | 19:00 | Sin transmisión          |

| Patriotas          | 0 : 0 | Real Cartagena           | La Independencia               | 28 de julio | 18:00 | Win Sports+              |
| Cortuluá           | 2 : 0 | Llaneros                 | Municipal Raúl Miranda         | 28 de julio | 20:05 | Win Sports+ y Win Sports |
| Fortaleza CEIF     | 2 : 0 | Real Santander           | Metropolitano de Techo         | 29 de julio | 15:30 | Sin transmisión          |
| Atlético           | 0 : 1 | Orsomarso                | Olímpico Pascual Guerrero      | 29 de julio | 15:30 | Sin transmisión          |
| Bogotá F. C.       | 1 : 0 | Boca Juniors de Cali     | Metropolitano de Techo         | 30 de julio | 15:30 | Sin transmisión          |
| Barranquilla F. C. | 0 : 0 | Tigres                   | Romelio Martínez               | 30 de julio | 15:30 | Sin transmisión          |
| Cúcuta Deportivo   | 2 : 0 | Real Soacha Cundinamarca | General Santander              | 31 de julio | 16:00 | Sin transmisión          |
| Leones             | 0 : 0 | Deportes Quindío         | Metropolitano Ciudad de Itagüí | 1 de agosto | 19:30 | Win Sports+              |

| Orsomarso                | 0 : 1 | Fortaleza CEIF       | Francisco Rivera Escobar    | 5 de agosto | 15:30 | Sin transmisión          |
| Real Santander           | 2 : 1 | Patriotas            | Villa Concha                | 5 de agosto | 15:30 | Sin transmisión          |
| Llaneros                 | 4 : 3 | Leones               | Bello Horizonte             | 5 de agosto | 15:30 | Sin transmisión          |
| Real Soacha Cundinamarca | 1 : 1 | Barranquilla F. C.   | Luis Carlos Galán Sarmiento | 6 de agosto | 15:00 | Sin transmisión          |
| Real Cartagena           | 3 : 2 | Boca Juniors de Cali | Olímpico Jaime Morón León   | 6 de agosto | 15:00 | Sin transmisión          |
| Atlético                 | 0 : 2 | Bogotá F. C.         | Olímpico Pascual Guerrero   | 7 de agosto | 15:00 | Win Sports+ y Win Sports |
| Deportes Quindío         | 2 : 1 | Cortuluá             | Centenario de Armenia       | 8 de agosto | 18:00 | Win Sports+              |
| Tigres                   | 2 : 2 | Cúcuta Deportivo     | Metropolitano de Techo      | 8 de agosto | 20:05 | Win Sports+              |

| Real Soacha Cundinamarca | 1 : 1 | Real Cartagena     | Luis Carlos Galán Sarmiento    | 12 de agosto | 14:00 | Win Sports+              |
| Fortaleza CEIF           | 1 : 0 | Deportes Quindío   | Metropolitano de Techo         | 12 de agosto | 15:00 | Sin transmisión          |
| Leones                   | 1 : 2 | Atlético           | Metropolitano Ciudad de Itagüí | 12 de agosto | 15:30 | Sin transmisión          |
| Cortuluá                 | 3 : 0 | Tigres             | Municipal Raúl Miranda         | 12 de agosto | 15:30 | Sin transmisión          |
| Cúcuta Deportivo         | 1 : 2 | Barranquilla F. C. | General Santander              | 12 de agosto | 15:30 | Sin transmisión          |
| Bogotá F. C.             | 0 : 1 | Patriotas          | Metropolitano de Techo         | 13 de agosto | 15:30 | Sin transmisión          |
| Orsomarso                | 0 : 2 | Llaneros           | Francisco Rivera Escobar       | 14 de agosto | 16:00 | Win Sports+              |
| Boca Juniors de Cali     | 0 : 0 | Real Santander     | Olímpico Pascual Guerrero      | 15 de agosto | 19:40 | Win Sports+ y Win Sports |

| Real Santander     | 2 : 2 | Cortuluá                 | Villa Concha              | 18 de agosto | 15:45 | Win Sports+ y Win Sports |
| Barranquilla F. C. | 4 : 1 | Deportes Quindío         | Romelio Martínez          | 18 de agosto | 18:00 | Win Sports+              |
| Patriotas          | 1 : 3 | Leones                   | La Independencia          | 18 de agosto | 20:05 | Win Sports+              |
| Atlético           | 1 : 0 | Cúcuta Deportivo         | Olímpico Pascual Guerrero | 19 de agosto | 15:30 | Sin transmisión          |
| Fortaleza CEIF     | 1 : 0 | Boca Juniors de Cali     | Metropolitano de Techo    | 20 de agosto | 15:30 | Sin transmisión          |
| Real Cartagena     | 3 : 3 | Bogotá F. C.             | Olímpico Jaime Morón León | 20 de agosto | 17:00 | Sin transmisión          |
| Llaneros           | 3 : 0 | Real Soacha Cundinamarca | Bello Horizonte           | 20 de agosto | 17:00 | Sin transmisión          |
| Tigres             | 1 : 3 | Orsomarso                | Metropolitano de Techo    | 21 de agosto | 15:30 | Sin transmisión          |

| Cortuluá                 | 1 : 1 | Barranquilla F. C. | Municipal Raúl Miranda         | 22 de agosto | 16:00 | Win Sports+              |
| Deportes Quindío         | 1 : 1 | Real Santander     | Centenario de Armenia          | 22 de agosto | 20:00 | Sin transmisión          |
| Real Cartagena           | 3 : 1 | Atlético           | Olímpico Jaime Morón León      | 23 de agosto | 19:30 | Sin transmisión          |
| Real Soacha Cundinamarca | 2 : 0 | Tigres             | Luis Carlos Galán Sarmiento    | 24 de agosto | 15:30 | Sin transmisión          |
| Boca Juniors de Cali     | 0 : 0 | Patriotas          | Olímpico Pascual Guerrero      | 24 de agosto | 15:30 | Sin transmisión          |
| Leones                   | 4 : 0 | Orsomarso          | Metropolitano Ciudad de Itagüí | 24 de agosto | 19:30 | Sin transmisión          |
| Bogotá F. C.             | 0 : 0 | Llaneros           | Metropolitano de Techo         | 25 de agosto | 14:00 | Win Sports+ y Win Sports |
| Cúcuta Deportivo         | 1 : 0 | Fortaleza CEIF     | General Santander              | 25 de agosto | 16:00 | Win Sports+              |

| Real Santander     | 0 : 1 | Real Cartagena           | Villa Concha              | 26 de agosto | 15:00 | Sin transmisión          |
| Orsomarso          | 0 : 1 | Boca Juniors de Cali     | Francisco Rivera Escobar  | 27 de agosto | 16:00 | Sin transmisión          |
| Tigres             | 0 : 1 | Llaneros                 | Metropolitano de Techo    | 28 de agosto | 15:00 | Sin transmisión          |
| Atlético           | 1 : 2 | Real Soacha Cundinamarca | Olímpico Pascual Guerrero | 28 de agosto | 15:00 | Sin transmisión          |
| Barranquilla F. C. | 2 : 0 | Bogotá F. C.             | Romelio Martínez          | 28 de agosto | 15:30 | Sin transmisión          |
| Cúcuta Deportivo   | 1 : 1 | Cortuluá                 | General Santander         | 29 de agosto | 15:30 | Win Sports+              |
| Patriotas          | 1 : 2 | Deportes Quindío         | La Independencia          | 29 de agosto | 18:05 | Win Sports+              |
| Fortaleza CEIF     | 3 : 1 | Leones                   | Metropolitano de Techo    | 30 de agosto | 15:00 | Win Sports+ y Win Sports |

| Boca Juniors de Cali | 1 : 0 | Real Soacha Cundinamarca | Olímpico Pascual Guerrero      | 1 de septiembre | 16:00 | Win Sports+ y Win Sports |
| Bogotá F. C.         | 1 : 2 | Real Santander           | Metropolitano de Techo         | 2 de septiembre | 14:00 | Sin transmisión          |
| Deportes Quindío     | 0 : 1 | Cúcuta Deportivo         | Centenario de Armenia          | 2 de septiembre | 15:30 | Win Sports+              |
| Cortuluá             | 0 : 1 | Atlético                 | Municipal Raúl Miranda         | 2 de septiembre | 16:00 | Sin transmisión          |
| Real Cartagena       | 1 : 0 | Orsomarso                | Olímpico Jaime Morón León      | 3 de septiembre | 16:00 | Sin transmisión          |
| Leones               | 1 : 2 | Tigres                   | Metropolitano Ciudad de Itagüí | 3 de septiembre | 16:00 | Sin transmisión          |
| Llaneros             | 1 : 2 | Fortaleza CEIF           | Bello Horizonte                | 3 de septiembre | 17:00 | Sin transmisión          |
| Patriotas            | 2 : 0 | Barranquilla F. C.       | La Independencia               | 4 de septiembre | 16:00 | Win Sports+              |

| Cúcuta Deportivo         | 1 : 1 | Real Santander       | General Santander         | 5 de septiembre | 16:00 | Win Sports+              |
| Atlético                 | 2 : 0 | Boca Juniors de Cali | Olímpico Pascual Guerrero | 5 de septiembre | 18:05 | Win Sports+ y Win Sports |
| Tigres                   | 0 : 1 | Bogotá F. C.         | Metropolitano de Techo    | 6 de septiembre | 14:00 | Win Sports+ y Win Sports |
| Real Soacha Cundinamarca | 1 : 2 | Leones               | Villa Olímpica de Chía    | 6 de septiembre | 14:00 | Sin transmisión          |
| Orsomarso                | 0 : 0 | Deportes Quindío     | Francisco Rivera Escobar  | 6 de septiembre | 16:00 | Sin transmisión          |
| Llaneros                 | 1 : 0 | Cortuluá             | Bello Horizonte           | 6 de septiembre | 19:00 | Sin transmisión          |
| Fortaleza CEIF           | 1 : 0 | Patriotas            | Metropolitano de Techo    | 8 de septiembre | 15:30 | Sin transmisión          |
| Barranquilla F. C.       | 0 : 0 | Real Cartagena       | Romelio Martínez          | 8 de septiembre | 17:00 | Sin transmisión          |

| Cortuluá             | 3 : 0 | Orsomarso                | Municipal Raúl Miranda    | 9 de septiembre  | 14:00 | Win Sports+ y Win Sports |
| Real Santander       | 2 : 1 | Leones                   | Villa Concha              | 9 de septiembre  | 15:00 | Sin transmisión          |
| Deportes Quindío     | 1 : 1 | Real Soacha Cundinamarca | Centenario de Armenia     | 9 de septiembre  | 16:00 | Sin transmisión          |
| Bogotá F. C.         | 0 : 2 | Cúcuta Deportivo         | Metropolitano de Techo    | 10 de septiembre | 14:00 | Win Sports+              |
| Boca Juniors de Cali | 0 : 0 | Llaneros                 | Olímpico Pascual Guerrero | 11 de septiembre | 15:00 | Sin transmisión          |
| Patriotas            | 2 : 1 | Atlético                 | La Independencia          | 11 de septiembre | 15:00 | Sin transmisión          |
| Barranquilla F. C.   | 1 : 1 | Fortaleza CEIF           | Romelio Martínez          | 11 de septiembre | 17:00 | Sin transmisión          |
| Real Cartagena       | 1 : 1 | Tigres                   | Olímpico Jaime Morón León | 12 de septiembre | 16:00 | Win Sports+              |

| Orsomarso                | 2 : 2 | Real Santander       | Francisco Rivera Escobar       | 14 de septiembre | 16:00 | Sin transmisión          |
| Real Soacha Cundinamarca | 1 : 1 | Patriotas            | Luis Carlos Galán Sarmiento    | 15 de septiembre | 15:30 | Sin transmisión          |
| Atlético                 | 2 : 2 | Deportes Quindío     | Olímpico Pascual Guerrero      | 15 de septiembre | 15:30 | Sin transmisión          |
| Fortaleza CEIF           | 2 : 0 | Cortuluá             | Metropolitano de Techo         | 15 de septiembre | 16:00 | Win Sports+              |
| Llaneros                 | 3 : 0 | Barranquilla F. C.   | Bello Horizonte                | 15 de septiembre | 17:00 | Sin transmisión          |
| Tigres                   | 0 : 1 | Boca Juniors de Cali | Metropolitano de Techo         | 16 de septiembre | 15:30 | Sin transmisión          |
| Cúcuta Deportivo         | 2 : 0 | Real Cartagena       | General Santander              | 16 de septiembre | 16:00 | Win Sports+              |
| Leones                   | 1 : 0 | Bogotá F. C.         | Metropolitano Ciudad de Itagüí | 16 de septiembre | 18:05 | Win Sports+ y Win Sports |

| Patriotas            | 1 : 0 | Orsomarso                | La Independencia          | 19 de septiembre | 14:00 | Win Sports+ y Win Sports |
| Deportes Quindío     | 0 : 0 | Llaneros                 | Centenario de Armenia     | 19 de septiembre | 16:05 | Win Sports+              |
| Barranquilla F. C.   | 3 : 1 | Atlético                 | Romelio Martínez          | 19 de septiembre | 18:10 | Win Sports+              |
| Real Santander       | 1 : 2 | Tigres                   | Villa Concha              | 20 de septiembre | 15:30 | Sin transmisión          |
| Boca Juniors de Cali | 1 : 0 | Cúcuta Deportivo         | Olímpico Pascual Guerrero | 20 de septiembre | 15:30 | Sin transmisión          |
| Fortaleza CEIF       | 1 : 0 | Real Cartagena           | Metropolitano de Techo    | 20 de septiembre | 15:30 | Sin transmisión          |
| Cortuluá             | 0 : 1 | Leones                   | Municipal Raúl Miranda    | 20 de septiembre | 16:00 | Sin transmisión          |
| Bogotá F. C.         | 0 : 0 | Real Soacha Cundinamarca | Metropolitano de Techo    | 21 de septiembre | 14:00 | Sin transmisión          |

| Tigres                   | 2 : 3 | Atlético           | Metropolitano de Techo         | 23 de septiembre | 15:30 | Sin transmisión          |
| Llaneros                 | 2 : 0 | Real Santander     | Bello Horizonte                | 23 de septiembre | 17:00 | Sin transmisión          |
| Real Cartagena           | 2 : 0 | Deportes Quindío   | Olímpico Jaime Morón León      | 23 de septiembre | 18:10 | Win Sports+              |
| Real Soacha Cundinamarca | 2 : 2 | Fortaleza CEIF     | Luis Carlos Galán Sarmiento    | 25 de septiembre | 14:00 | Win Sports+ y Win Sports |
| Orsomarso                | 2 : 0 | Bogotá F. C.       | Francisco Rivera Escobar       | 25 de septiembre | 15:30 | Sin transmisión          |
| Cúcuta Deportivo         | 4 : 3 | Patriotas          | General Santander              | 25 de septiembre | 16:00 | Sin transmisión          |
| Boca Juniors de Cali     | 1 : 0 | Cortuluá           | Deportivo Cali                 | 26 de septiembre | 15:30 | Sin transmisión          |
| Leones                   | 2 : 0 | Barranquilla F. C. | Metropolitano Ciudad de Itagüí | 26 de septiembre | 16:00 | Win Sports+              |

| Patriotas          | 0 : 2 | Fortaleza CEIF           | Luis Carlos Galán Sarmiento    | 29 de septiembre | 15:30 | Sin transmisión          |
| Bogotá F. C.       | 1 : 0 | Tigres                   | Parque Estadio Olaya Herrera   | 30 de septiembre | 14:00 | Sin transmisión          |
| Atlético           | 0 : 0 | Llaneros                 | Francisco Rivera Escobar       | 30 de septiembre | 15:30 | Sin transmisión          |
| Real Santander     | 0 : 0 | Cúcuta Deportivo         | Villa Concha                   | 1 de octubre     | 15:30 | Sin transmisión          |
| Barranquilla F. C. | 1 : 0 | Boca Juniors de Cali     | Romelio Martínez               | 2 de octubre     | 15:30 | Sin transmisión          |
| Deportes Quindío   | 0 : 1 | Orsomarso                | Centenario de Armenia          | 2 de octubre     | 18:00 | Win Sports+              |
| Cortuluá           | 0 : 1 | Real Cartagena           | Doce de Octubre                | 3 de octubre     | 16:00 | Win Sports+              |
| Leones             | 3 : 2 | Real Soacha Cundinamarca | Metropolitano Ciudad de Itagüí | 3 de octubre     | 20:15 | Win Sports+ y Win Sports |

| Tigres               | 0 : 1 | Deportes Quindío         | Parque Estadio Olaya Herrera | 5 de octubre | 15:30 | Win Sports+     |
| Boca Juniors de Cali | 1 : 2 | Atlético                 | Deportivo Cali               | 6 de octubre | 16:00 | Win Sports+     |
| Fortaleza CEIF       | 2 : 1 | Bogotá F. C.             | Parque Estadio Olaya Herrera | 7 de octubre | 14:00 | Win Sports+     |
| Real Santander       | 4 : 1 | Barranquilla F. C.       | Villa Concha                 | 7 de octubre | 15:30 | Sin transmisión |
| Cortuluá             | 3 : 1 | Patriotas                | Doce de Octubre              | 7 de octubre | 15:30 | Sin transmisión |
| Cúcuta Deportivo     | 2 : 2 | Leones                   | General Santander            | 8 de octubre | 16:00 | Sin transmisión |
| Real Cartagena       | 1 : 1 | Llaneros                 | Olímpico Jaime Morón León    | 8 de octubre | 18:00 | Sin transmisión |
| Orsomarso            | 0 : 0 | Real Soacha Cundinamarca | Francisco Rivera Escobar     | 8 de octubre | 20:00 | Sin transmisión |

| Deportes Quindío         | 2 : 3 | Boca Juniors de Cali | Doce de Octubre                | 11 de octubre | 15:15 | Win Sports      |
| Llaneros                 | 1 : 1 | Cúcuta Deportivo     | Bello Horizonte                | 11 de octubre | 15:15 | Win Sports+     |
| Bogotá F. C.             | 1 : 1 | Cortuluá             | Parque Estadio Olaya Herrera   | 11 de octubre | 15:15 | Sin transmisión |
| Barranquilla F. C.       | 2 : 1 | Orsomarso            | Romelio Martínez               | 11 de octubre | 15:15 | Sin transmisión |
| Patriotas                | 4 : 0 | Tigres               | La Independencia               | 11 de octubre | 15:15 | Sin transmisión |
| Atlético                 | 0 : 0 | Fortaleza CEIF       | Francisco Rivera Escobar       | 11 de octubre | 15:15 | Sin transmisión |
| Leones                   | 1 : 2 | Real Cartagena       | Metropolitano Ciudad de Itagüí | 11 de octubre | 15:15 | Sin transmisión |
| Real Soacha Cundinamarca | 0 : 1 | Real Santander       | Luis Carlos Galán Sarmiento    | 11 de octubre | 15:15 | Sin transmisión |

### Cuadrangulares semifinales
- La hora de cada encuentro corresponde al huso horario que rige a Colombia (UTC-5).

Al finalizar la primera fase del campeonato —también denominada «Todos contra todos»—, los ocho equipos con mayor puntaje disputaron la segunda fase, los cuadrangulares semifinales. Para los cuadrangulares los ocho equipos clasificados se dividieron en dos grupos previamente sorteados de igual número de participantes, de manera que los equipos que ocuparon el 1.° y 2.° puesto en la fase de todos contra todos fueron sembrados como cabezas de serie del Grupo A y Grupo B, respectivamente. Los otros seis clasificados fueron debidamente sorteados, y se emparejaron de la siguiente manera: 3.° y 4.°; 5.° y 6.°; 7.° y 8.°, el equipo de cada emparejamiento con la mejor posición fue sorteado en un grupo y sembró a su pareja en el otro grupo. El sorteo de los cuadrangulares se realizó el día 11 de octubre de 2023, una vez concluida la última fecha de la fase todos contra todos del torneo.
Tras tener cada grupo formado con sus cuatro equipos participantes, se llevaron a cabo enfrentamientos con el formato todos contra todos, a ida y vuelta, dando como resultado seis fechas en disputa. Los equipos ganadores de cada grupo al final de las seis fechas, obtuvieron el cupo a la final del torneo.
En esta fase, los equipos cabeza de serie (Fortaleza CEIF y Llaneros) tuvieron ventaja deportiva sobre sus rivales de grupo dado que en caso de un empate en puntos, la posición será decidida a favor del equipo cabeza de serie por haber ocupado la mejor posición en la fase todos contra todos.
|  |                                     |
|  | Clasificados a la final del torneo. |
|  | Eliminados.                         |

#### Grupo A
| Pos. | Equipo               | Pts. | PJ | G | E | P | GF | GC | Dif. |  |     | FOR | LEO | BOC | RCA |
| ---- | -------------------- | ---- | -- | - | - | - | -- | -- | ---- |  | --- | --- | --- | --- | --- |
| 1    | Fortaleza CEIF       | 13   | 6  | 4 | 1 | 1 | 10 | 7  | +3   |  |     | —   | 2–1 | 2–1 | 3–0 |
| 2    | Leones               | 11   | 6  | 3 | 2 | 1 | 13 | 9  | +4   |  |     | 3–0 | —   | 3–2 | 2–1 |
| 3    | Boca Juniors de Cali | 5    | 6  | 1 | 2 | 3 | 9  | 11 | −2   |  | 1–1 | 3–3 | —   | 2–1 |     |
| 4    | Real Cartagena       | 4    | 6  | 1 | 1 | 4 | 5  | 10 | −5   |  | 1–2 | 1–1 | 1–0 | —   |     |

 Fuente: Dimayor
| Primera | Boca Juniors de Cali | 1 : 1 | Fortaleza CEIF       | Doce de Octubre                | 16 de octubre   | 15:30 | Sin transmisión          |
| Primera | Leones               | 2 : 1 | Real Cartagena       | Metropolitano Ciudad de Itagüí | 16 de octubre   | 16:00 | Win Sports+ y Win Sports |
| Segunda | Fortaleza            | 2 : 1 | Leones               | Metropolitano de Techo         | 22 de octubre   | 14:00 | Win Sports+ y Win Sports |
| Segunda | Real Cartagena       | 1 : 0 | Boca Juniors de Cali | Olímpico Jaime Morón León      | 22 de octubre   | 18:00 | Sin transmisión          |
| Tercera | Leones               | 3 : 2 | Boca Juniors de Cali | Metropolitano Ciudad de Itagüí | 26 de octubre   | 14:00 | Win Sports+              |
| Tercera | Real Cartagena       | 1 : 2 | Fortaleza CEIF       | Olímpico Jaime Morón León      | 26 de octubre   | 17:45 | Win Sports               |
| Cuarta  | Boca Juniors de Cali | 3 : 3 | Leones               | Municipal Raúl Miranda         | 31 de octubre   | 15:30 | Sin transmisión          |
| Cuarta  | Fortaleza CEIF       | 3 : 0 | Real Cartagena       | Metropolitano de Techo         | 31 de octubre   | 17:00 | Win Sports+              |
| Quinta  | Boca Juniors de Cali | 2 : 1 | Real Cartagena       | Olímpico Pascual Guerrero      | 4 de noviembre  | 15:30 | Win Sports+              |
| Quinta  | Leones               | 3 : 0 | Fortaleza CEIF       | Metropolitano Ciudad de Itagüí | 4 de noviembre  | 19:30 | Win Sports+ y Win Sports |
| Sexta   | Fortaleza CEIF       | 2 : 1 | Boca Juniors de Cali | Metropolitano de Techo         | 11 de noviembre | 18:15 | Win Sports+              |
| Sexta   | Real Cartagena       | 1 : 1 | Leones               | Olímpico Jaime Morón León      | 11 de noviembre | 18:15 | Win Sports               |

#### Grupo B
| Pos. | Equipo             | Pts. | PJ | G | E | P | GF | GC | Dif. |  |     | CUC | LLA | BAR | ATL |
| ---- | ------------------ | ---- | -- | - | - | - | -- | -- | ---- |  | --- | --- | --- | --- | --- |
| 1    | Cúcuta Deportivo   | 13   | 6  | 4 | 1 | 1 | 7  | 4  | +3   |  |     | —   | 3–2 | 1–0 | 1–0 |
| 2    | Llaneros           | 11   | 6  | 3 | 2 | 1 | 10 | 7  | +3   |  |     | 1–0 | —   | 4–2 | 1–0 |
| 3    | Barranquilla F. C. | 5    | 6  | 1 | 2 | 3 | 4  | 7  | −3   |  | 0–1 | 0–0 | —   | 2–1 |     |
| 4    | Atlético F. C.     | 3    | 6  | 0 | 3 | 3 | 4  | 7  | −3   |  | 1–1 | 2–2 | 0–0 | —   |     |

 Fuente: Dimayor
| Primera | Barranquilla F. C. | 2 : 1 | Atlético           | Romelio Martínez          | 18 de octubre   | 15:30 | Win Sports+              |
| Primera | Cúcuta Deportivo   | 3 : 2 | Llaneros           | General Santander         | 18 de octubre   | 18:00 | Win Sports+              |
| Segunda | Atlético           | 1 : 1 | Cúcuta Deportivo   | Municipal Raúl Miranda    | 23 de octubre   | 17:30 | Win Sports+              |
| Segunda | Llaneros           | 4 : 2 | Barranquilla F. C. | Bello Horizonte           | 23 de octubre   | 19:30 | Win Sports               |
| Tercera | Atlético           | 2 : 2 | Llaneros           | Olímpico Pascual Guerrero | 27 de octubre   | 15:30 | Sin transmisión          |
| Tercera | Barranquilla F. C. | 0 : 1 | Cúcuta Deportivo   | Romelio Martínez          | 27 de octubre   | 16:00 | Win Sports+              |
| Cuarta  | Cúcuta Deportivo   | 1 : 0 | Barranquilla F. C. | General Santander         | 30 de octubre   | 16:00 | Win Sports+              |
| Cuarta  | Llaneros           | 1 : 0 | Atlético           | Bello Horizonte           | 31 de octubre   | 19:40 | Win Sports+ y Win Sports |
| Quinta  | Barranquilla F. C. | 0 : 0 | Llaneros           | Romelio Martínez          | 5 de noviembre  | 19:30 | Win Sports+              |
| Quinta  | Cúcuta Deportivo   | 1 : 0 | Atlético           | General Santander         | 8 de noviembre  | 17:00 | Win Sports+              |
| Sexta   | Atlético           | 0 : 0 | Barranquilla F. C. | Olímpico Pascual Guerrero | 11 de noviembre | 16:00 | Sin transmisión          |
| Sexta   | Llaneros           | 1 : 0 | Cúcuta Deportivo   | Bello Horizonte           | 11 de noviembre | 16:00 | Sin transmisión          |

### Final
- La hora de cada encuentro corresponde al huso horario que rige a Colombia (UTC-5).

| 14 de noviembre de 2023 | Cúcuta Deportivo | 1:0 (1:0) | Fortaleza CEIF | Estadio General Santander, Cúcuta              |                                                |
| 19:30                   | Peralta 26'      | Reporte   |                | Árbitro(s): Nolberto Ararat VAR: Luis Trujillo | Árbitro(s): Nolberto Ararat VAR: Luis Trujillo |

| 17 de noviembre de 2023 | Fortaleza CEIF         | 2:0 (1:0) | Cúcuta Deportivo | Estadio Metropolitano de Techo, Bogotá      |                                             |
| 19:30                   | Blanco 19' · Cuero 69' | Reporte   |                  | Árbitro(s): Diego Ulloa VAR: Mauricio Pérez | Árbitro(s): Diego Ulloa VAR: Mauricio Pérez |

## Gran Final
- La hora de cada encuentro corresponde a la hora legal de Colombia (UTC-5).

| 22 de noviembre de 2023 | Patriotas                                    | 3:1 (1:1) | Fortaleza CEIF | Estadio La Independencia, Tunja                  |                                                  |
| 19:30                   | De las Salas 17' · Córdoba 79' · Alarcón 86' | Reporte   | Rodríguez 43'  | Árbitro(s): David Espinosa VAR: Leonard Mosquera | Árbitro(s): David Espinosa VAR: Leonard Mosquera |

| 28 de noviembre de 2023 | Fortaleza CEIF | 1:0 (1:0) | Patriotas | Estadio Metropolitano de Techo, Bogotá       |                                              |
| 19:30                   | Navarro 17'    | Reporte   |           | Árbitro(s): Luis Delgado VAR: Mauricio Pérez | Árbitro(s): Luis Delgado VAR: Mauricio Pérez |

|                               |
| Bandera de Colombia           |
| Campeón Patriotas 1.er título |

## Tabla de reclasificación
La tabla de reclasificación de la Primera B 2023 se elaboró a partir de la sumatoria de puntos de los clubes en todos los partidos de los dos torneos del año, incluyendo las fases todos contra todos, cuadrangulares semifinales, finales semestrales y la Gran Final. El club que ocupara el primer puesto en esta tabla (diferente al ganador de la Gran Final) clasificaría al repechaje por el segundo ascenso a la Primera A, mientras que si un club lograra ganar los dos torneos de la temporada, el repechaje sería disputado por los siguientes dos clubes mejor ubicados en esta tabla. En caso de que el club perdedor de la Gran Final también ocupara el primer puesto en esta tabla, el repechaje por el segundo ascenso se cancelaría y este club ascendería directamente.
Esta tabla también sirve para definir los equipos que disputarán las fases I y II de la Copa Colombia 2024.
| Pos. | Equipo                   | Pts. | PJ | G  | E  | P  | GF | GC | Dif. | Clasificación a                                    |
| ---- | ------------------------ | ---- | -- | -- | -- | -- | -- | -- | ---- | -------------------------------------------------- |
| 1    | Fortaleza CEIF           | 95   | 48 | 28 | 11 | 9  | 69 | 38 | +31  | Ascendido a la Categoría Primera A 2024.           |
| 2    | Llaneros                 | 84   | 46 | 23 | 15 | 8  | 56 | 33 | +23  |                                                    |
| 3    | Cúcuta Deportivo         | 79   | 46 | 20 | 19 | 7  | 59 | 41 | +18  |                                                    |
| 4    | Patriotas                | 66   | 42 | 17 | 15 | 10 | 49 | 32 | +17  | Campeón y ascendido a la Categoría Primera A 2024. |
| 5    | Real Cartagena           | 62   | 44 | 16 | 14 | 14 | 54 | 54 | 0    |                                                    |
| 6    | Leones                   | 53   | 38 | 14 | 11 | 13 | 67 | 60 | +7   |                                                    |
| 7    | Cortuluá                 | 50   | 38 | 12 | 14 | 12 | 43 | 38 | +5   |                                                    |
| 8    | Deportes Quindío         | 49   | 38 | 12 | 13 | 13 | 35 | 42 | −7   |                                                    |
| 9    | Barranquilla F. C.       | 48   | 38 | 13 | 9  | 16 | 42 | 50 | −8   |                                                    |
| 10   | Real Santander           | 41   | 32 | 10 | 11 | 11 | 31 | 31 | 0    |                                                    |
| 11   | Real Soacha Cundinamarca | 41   | 38 | 8  | 17 | 13 | 36 | 46 | −10  |                                                    |
| 12   | Boca Juniors de Cali     | 39   | 38 | 9  | 12 | 17 | 36 | 47 | −11  |                                                    |
| 13   | Atlético F. C.           | 37   | 38 | 8  | 13 | 17 | 39 | 56 | −17  |                                                    |
| 14   | Bogotá F. C.             | 33   | 32 | 8  | 9  | 15 | 23 | 33 | −10  |                                                    |
| 15   | Orsomarso                | 32   | 32 | 9  | 5  | 18 | 23 | 40 | −17  |                                                    |
| 16   | Tigres F. C.             | 24   | 32 | 6  | 6  | 20 | 19 | 41 | −22  |                                                    |

 Fuente: Dimayor

## Repechaje por el segundo ascenso
El repechaje se programó como una serie de partidos de ida y vuelta entre el perdedor de la gran final y el mejor de la reclasificación del año, con el ganador obteniendo el derecho al segundo ascenso. Sin embargo, dado que el perdedor de la gran final (Fortaleza CEIF) fue al mismo tiempo el mejor equipo de la reclasificación, este ascendió a la Primera A automáticamente y la serie no se jugó.

## Estadísticas

### Goleadores

#### Torneo Apertura
| Jugador          | Equipos            | Goles |
| ---------------- | ------------------ | ----- |
| Santiago Gómez   | Real Cartagena     | 10    |
| Misael Martínez  | Valledupar F. C.   | 9     |
| Carlos Lucumí    | Fortaleza CEIF     | 8     |
| Dairon Valencia  | Valledupar F. C.   | 8     |
| Johar Mejía      | Cortuluá           | 7     |
| Néider Ospina    | Llaneros           | 7     |
| Jefry Zapata     | Cúcuta Deportivo   | 7     |
| Stiwart Acuña    | Barranquilla F. C. | 6     |
| Jonathan Agudelo | Cúcuta Deportivo   | 6     |

Fuente: Dimayor

#### Torneo Finalización
| Jugador                | Equipos              | Goles |
| ---------------------- | -------------------- | ----- |
| Jhonier Blanco         | Fortaleza CEIF       | 15    |
| Santiago Córdoba       | Patriotas            | 10    |
| Santiago Gómez         | Real Cartagena       | 9     |
| Andrés Carabalí        | Atlético F. C.       | 8     |
| Mateo Zuleta           | Leones               | 8     |
| Ferney Angulo          | Boca Juniors de Cali | 7     |
| Juan Sebastián Herrera | Leones               | 7     |
| Lucas Ríos             | Cúcuta Deportivo     | 7     |
| Ricardo Caraballo      | Barranquilla F. C.   | 5     |
| Yeison Fuentes         | Leones               | 5     |

Fuente: Dimayor